# 米希林齊
49°42′22″N 26°34′4″E / 49.70611°N 26.56778°E
米希林齊（烏克蘭語：Михиринці）是位於烏克蘭西部的村莊，由赫梅利尼茨基州裡赫梅利尼茨基區的泰奧菲波爾市鎮負責管轄。該村始建於1545年，面積1.68平方公里，海拔高度299米，2001年人口508，人口密度每平方公里302.6人。